# کاروانسرای آقا جمالی
کاروانسرای آقا جمالی مربوط به سده‌های متاخر دوران‌های تاریخی پس از اسلام است و در شهرستان لارستان، بخش مرکزی، دهستان حومه، ۵ کیلومتری جنوب شرق روستای هرمود مهر خوی واقع شده و این اثر در تاریخ ۱۵ دی ۱۳۸۷ با شمارهٔ ثبت ۲۴۱۸۷ به‌عنوان یکی از آثار ملی ایران به ثبت رسیده است.